# Мазанаешти (Сучава)
Мазанаешти (рум. Măzănăești) насеље је у Румунији у округу Сучава у општини Драгојешти. Oпштина се налази на надморској висини од 454 m.

## Становништво
Према подацима из 2011. године у насељу је живело 649 становника.